# Tino Lettieri
Martino Lettieri (ur. 27 września 1957 w Bari) – były kanadyjski piłkarz pochodzenia włoskiego występujący na pozycji bramkarza.

## Kariera klubowa
Lettieri zawodową karierę rozpoczynał w 1977 roku w klubie Minnesota Kicks. Grał tam do 1981 roku, w tym czasie uczestnicząc z zespołem w rozgrywkach North American Soccer League (NASL). W latach 1979–1981 grał także w futsalowej ekipie zespołu Minnesota Kicks (NASL indoor).
W 1982 roku odszedł do Vancouver Whitecaps. Spędził tam dwa sezony grając w NASL, a także jeden sezon w rozgrywkach futsalowej ligi NASL. W 1983 roku został wybrany Piłkarzem Roku NASL. W 1984 roku przeniósł się do Minnesota Strikers, również z NASL. W tym samym roku rozgrywki NASL zostały rozwiązane, a zespół Minnesoty Strikers rozpoczął starty w futsalowej lidze Major Indoor Soccer League (MISL). W 1986 roku Lettieri wywalczył z klubem wicemistrzostwo MISL. W 1988 roku zakończył karierę.

## Kariera reprezentacyjna
Był w składzie olimpijskiej reprezentacji Kanady podczas igrzysk olimpijskich w 1976 w Montrealu, ale nie zagrał w żadnym meczu tego turnieju. W reprezentacji Kanady Lettieri zadebiutował 17 września 1980 w wygranym 3:0 towarzyskim meczu z Nową Zelandią. W 1984 roku wystąpił na letnich igrzyskach olimpijskich. W 1986 roku Lettieri został powołany do kadry na mistrzostwa świata. Zagrał na nich w meczach z Węgrami (0:2) oraz Związkiem Radzieckim (0:2), a Kanada odpadła z tamtego turnieju po fazie grupowej. W latach 1980–1986 w drużynie narodowej Lettieri zagrał w sumie 23 razy.